# Torwolia creper
Torwolia creper är en kräftdjursart som beskrevs av Robert Raymond Hessler 1970. Torwolia creper ingår i släktet Torwolia och familjen Desmosomatidae. Inga underarter finns listade i Catalogue of Life.